# Hudsonia
Hudsonia é um género botânico pertencente à família Cistaceae.
O género foi descrito por Lineu e publicado em Systema Naturae, ed. 12 2: 323, 327. 1767. A espécie-tipo é Hudsonia ericoides L.
O género tem 9 espécies descritas das quais apenas uma é aceite, Hudsonia tomentosa Nutt.
No sistema de classificação filogenética Angiosperm Phylogeny Website. Hudsonia L. é aceite, como pertencendo à família Cistaceae e é também referida como Hudsonia A.Rob. ex Lunan (SUH), na família Combretaceae como sinónimo do género Terminalia.